# Cantone di Saint-Gengoux-le-National
Il Cantone di Saint-Gengoux-le-National era una divisione amministrativa dell'arrondissement di Mâcon.
È stato soppresso a seguito della riforma complessiva dei cantoni del 2014, che è entrata in vigore con le elezioni dipartimentali del 2015.
Comprendeva i comuni di:
- Ameugny
- Bissy-sous-Uxelles
- Bonnay
- Burnand
- Burzy
- Chapaize
- Chissey-lès-Mâcon
- Cormatin
- Cortevaix
- Curtil-sous-Burnand
- Malay
- Passy
- Sailly
- Saint-Gengoux-le-National
- Saint-Huruge
- Saint-Ythaire
- Savigny-sur-Grosne
- Sigy-le-Châtel
- Taizé